# Черняев, Михаил Павлович
Черняев Михаил Павлович (1891—1962) — профессор математики, известный специалист в области синтетической, проективной и дифференциальной геометрии, а также сетей Чебышёва. Много лет преподавал математические дисциплины в вузах г. Ростов-на-Дону.

## Биография
Михаил Павлович Черняев родился 28 сентября (10 октября) 1891 г. в Казани. Его родителями были Павел Николаевич Черняев (1863-1931) и Мария Генриховна Черняева (в девичестве Крелленберг, 1869-1942). Павел Николаевич Черняев был родом из Вологды.
Время жизни М. П. Черняева выпало на непростые времена. Он пережил Первую мировую войну, революцию 1917 года, Гражданскую войну, тяжелые для всего советского народа 30-е годы XX столетия, Великую Отечественную войну, хрущевскую оттепель. Все эти события оставили неизгладимый след в его судьбе, но до конца своих дней М. П. Черняев трудился на ниве науки и просвещения во благо Родины.

## Научная деятельность
В 1929 году М. П. Черняев получил предложение занять должность профессора по кафедре высшей математики в Ростовском институте инженеров железнодорожного транспорта, где он работал по совместительству до 1932 г.
С 1930 г. М. П. Черняев — доцент, а с 1933 г. — профессор Северо-Кавказского государственного университета по кафедре «Математика».
С 1931 по 1933 гг. его избрали ответственным секретарем бюро секции научных работников Ростовского университета.
В 1933—1942 гг. он заведовал кафедрой геометрии, совмещая эту должность с руководством работой всего физико-математического факультета Ростовского госуниверситета, будучи деканом в 1933—1935 и 1937—1942 годах.
В 1938 г. Советом Московского госуниверситета профессору М. П. Черняеву присуждена ученая степень кандидата физико-математических наук без защиты диссертации.
С сентября 1938 г. по июнь 1940 г. он прошёл обучение в вечернем институте Марксизма-Ленинизма г. Ростова-на-Дону.
В ноябре 1938 г. профессор М. П. Черняев участвовал в разработке проекта и организации проведения первой Ростовской городской математической олимпиады учащихся старших классов средних школ.
В 1951 г. М. П. Черняев вышел на пенсию, однако вскоре вернулся к преподавательской деятельности: в Ростовском педагогическом институте и в университете (по совместительству).
В 1952 г. он написал большую монографию «Применение методов высшей синтетической геометрии в номографии и начертательной геометрии», где рассмотрел важные приложения проективной геометрии к решению практических задач(не издана).
С 1956 профессор М. П. Черняев руководил семинаром по качественной теории деформации поверхностей, функционировавшем при кафедре геометрии и высшей математики Ростовского университета.
В июле 1961 г. М. П. Черняев принимал активное участие в работе Четвертого Всесоюзного
математического съезда, проходившего в Ленинграде, сделал доклад на геометрической
секции.
В мае 1962 г. он участвовал в Первой Всесоюзной геометрической конференции, проходившей в Киеве, там он сделал доклад «Различные обобщения теоремы Паскаля и Брианшона».
В 1962 г. М. П. Черняев перешёл на полную ставку в пединститут, в котором возглавил кафедру математики.

## Публикации

### 1937
1.	М. П. Черняев, «Аналитическое доказательство теоремы Шаля о гиперболоидальном расположении двух тетраэдров», Матем. просв., сер. 1, 11 (1937), 18-19

### 1936
2.	М. П. Черняев, «Об одном свойстве треугольника», Матем. просв., сер. 1, 9 (1936), 35-37
3.	М. П. Черняев, «Строфоида как инверсионное преобразование равнобочной гиперболы», Матем. просв., сер. 1, 6 (1936), 66-71
4.	М. П. Черняев, «Геометрическое место центров конических сечений, принадлежащих одному и тому же пучку», Матем. просв., сер. 1, 6 (1936), 64-65
5.	М. П. Черняев, «Аналитическое доказательство теоремы Данделена», Матем. просв., сер. 1, 5 (1936), 88-93

### 1935
6.	М. П. Черняев, «Два свойства астроиды», Матем. просв., сер. 1, 4 (1935), 89-92
7.	М. П. Черняев, «Об одном свойстве системы двух кругов», Матем. просв., сер. 1, 4 (1935), 88-89
8.	М. П. Черняев, «Об одном свойстве конического сечения, вписанного в треугольник», Матем. просв., сер. 1, 2 (1935), 55-57

### 1956
9.	М. П. Черняев, Г. С. Бархин, А. К. Никитин, К. К. Мокрищев, «Николай Михайлович Несторович (некролог)», УМН, 11:4(70) (1956), 117—118

### 1953
10.	М. П. Черняев, Н. М. Несторович, Н. М. Ляпин, «Дмитрий Дмитриевич Мордухай-Болтовской (1876—1952)», УМН, 8:4(56) (1953), 131—139